# 1996년 하계 올림픽 소프트볼
1996년 하계 올림픽 소프트볼 경기는 1996년 7월 21부터 7월 30일까지 미국 애틀란타에서 열렸다. 소프트볼이 이 대회에서 올림픽 정식 종목으로 처음 채택되었다. 이 경기는 미국 조지아주 콜럼버스 골든파크에서 열렸다.

## 순위
| 순위 | 대표팀               | 경기 | 승점 | 실점 |
| ---- | -------------------- | ---- | ---- | ---- |
|      | 미국 (USA)           | 9    | 8    | 1    |
|      | 중화인민공화국 (CHN) | 10   | 6    | 4    |
|      | 오스트레일리아 (AUS) | 9    | 6    | 3    |
| 4    | 일본 (JPN)           | 8    | 5    | 3    |
| 5    | 캐나다 (CAN)         | 7    | 3    | 4    |
| 6    | 중화 타이베이 (TPE)  | 7    | 2    | 5    |
| 7    | 네덜란드 (NED)       | 7    | 1    | 6    |
| 8    | 푸에르토리코 (PUR)   | 7    | 1    | 6    |